# Stefan Persson (hockey sur glace)
Pour les articles homonymes, voir Stefan Persson.
Stefan Persson (né le 22 décembre 1954 à Umeå en Suède) est un joueur professionnel suédois de hockey sur glace devenu entraîneur. Il est avec son compatriote Anders Kallur le 1er joueur européen issu d'un championnat européen à avoir gagné la coupe Stanley en LNH.

## Carrière
Persson a commencé sa carrière professionnelle avec Brynäs IF en Elitserien suédoise. Avec cette équipe il remporta deux championnats. Il fut repêché par les Islanders de New York lors du repêchage amateur de 1974. Il les rejoignit en 1977. En 1980, avec son compatriote et coéquipier Anders Kallur, ils devinrent les deux premiers européens formés en Europe à remporter la Coupe Stanley. Ils remportèrent le prestigieux trophée quatre saisons consécutives, soit de 1980 à 1983.
Avec l'équipe nationale, Stefan Persson joua 42 matches internationaux (6 buts) et ne disputa qu'un championnat du monde (1977), l'essentiel de sa carrière s'étant disputée en LNH avec les Islanders de New York (9 saisons).

## Statistiques

### Statistiques en club
| Saison     | Équipe                | Ligue      |     | Saison régulière | Saison régulière | Saison régulière | Saison régulière | Saison régulière |   | Séries éliminatoires | Séries éliminatoires | Séries éliminatoires | Séries éliminatoires | Séries éliminatoires |
| Saison     | Équipe                | Ligue      | PJ  | B                | A                | Pts              | Pun              | PJ               | B | A                    | Pts                  | Pun                  |                      |                      |
| 1970-1971  | Piteå Hockey          | Suède 2    | 8   | 0                | 1                | 1                |                  |                  |   |                      |                      |                      |                      |                      |
| 1971-1972  | Piteå Hockey          | Suède 2    | 18  | 5                | 1                | 6                |                  |                  |   |                      |                      |                      |                      |                      |
| 1972-1973  | Piteå Hockey          | Suède 2    | 16  | 6                | 7                | 13               |                  |                  |   |                      |                      |                      |                      |                      |
| 1973-1974  | Brynäs IF             | Suède 1    | 14  | 1                | 3                | 4                | 8                | 21               | 4 | 3                    | 7                    | 38                   |                      |                      |
| 1974-1975  | Brynäs IF             | Suède 1    | 30  | 5                | 7                | 12               | 34               | 6                | 1 | 0                    | 1                    | 2                    |                      |                      |
| 1975-1976  | Brynäs IF             | Suède 1    | 34  | 8                | 9                | 17               | 51               | 4                | 0 | 2                    | 2                    | 10                   |                      |                      |
| 1976-1977  | Brynäs IF             | Suède 1    | 31  | 5                | 13               | 18               | 70               | 4                | 1 | 0                    | 1                    | 2                    |                      |                      |
| 1977-1978  | Islanders de New York | LNH        | 66  | 6                | 50               | 56               | 54               | 7                | 0 | 2                    | 2                    | 6                    |                      |                      |
| 1978-1979  | Islanders de New York | LNH        | 78  | 10               | 56               | 66               | 57               | 10               | 0 | 4                    | 4                    | 8                    |                      |                      |
| 1979-1980  | Islanders de New York | LNH        | 73  | 4                | 35               | 39               | 76               | 21               | 5 | 10                   | 15                   | 16                   |                      |                      |
| 1980-1981  | Islanders de New York | LNH        | 80  | 9                | 52               | 61               | 82               | 7                | 0 | 5                    | 5                    | 6                    |                      |                      |
| 1981-1982  | Islanders de New York | LNH        | 70  | 6                | 37               | 43               | 99               | 13               | 1 | 14                   | 15                   | 9                    |                      |                      |
| 1982-1983  | Islanders de New York | LNH        | 70  | 4                | 25               | 29               | 71               | 18               | 1 | 5                    | 6                    | 18                   |                      |                      |
| 1983-1984  | Islanders de New York | LNH        | 75  | 9                | 24               | 33               | 65               | 16               | 0 | 6                    | 6                    | 2                    |                      |                      |
| 1984-1985  | Islanders de New York | LNH        | 54  | 3                | 19               | 22               | 30               | 10               | 0 | 4                    | 4                    | 4                    |                      |                      |
| 1985-1986  | Islanders de New York | LNH        | 56  | 1                | 19               | 20               | 40               |                  |   |                      |                      |                      |                      |                      |
| 1986-1987  | Borås HC              | Suède 3    | 32  | 5                | 18               | 23               |                  |                  |   |                      |                      |                      |                      |                      |
| 1987-1988  | Borås HC              | Suède 3    | 12  | 3                | 7                | 10               |                  |                  |   |                      |                      |                      |                      |                      |
| 1989-1990  | Borås HC              | Suède 3    | 32  | 7                | 23               | 30               | 125              |                  |   |                      |                      |                      |                      |                      |
| Totaux LNH | Totaux LNH            | Totaux LNH | 622 | 52               | 317              | 369              | 574              | 102              | 7 | 50                   | 57                   | 69                   |                      |                      |

### Statistiques en équipe nationale
| Année | Compétition          |    | PJ | B | A | Pts | Pun |  | Classement |
| 1977  | Championnat du monde | 10 | 2  | 2 | 4 | 20  | 2e  |  |            |
| 1981  | Coupe Canada         | 5  | 0  | 0 | 0 | 2   | 5e  |  |            |

## Honneurs et récompenses
- 1974 : médaille d'argent au championnat du monde
- 1976 : vainqueur de l'Elitserien
- 1977 : vainqueur de l'Elitserien
- 1980 : vainqueur de la Coupe Stanley
- 1981 : vainqueur de la Coupe Stanley
- 1982 : vainqueur de la Coupe Stanley
- 1983 : vainqueur de la Coupe Stanley